# Hepatose
Die Hepatose (cholestatische, auch cholostatische) ist eine allergisch-toxisch bedingte „Verquellung“ der Gallenwege mit Gallenstau und daraus resultierender Leberschädigung, meistens mit Gelbsucht und starkem Juckreiz, Krankheitsgefühl und manchmal Fieber. Eine Fettsucht unterschiedlichen Ausmaßes begleitet oft die Erkrankung.

## Diagnose
Als diagnostisches Kennzeichen ist die alkalische Phosphatase (AP) und oft auch der Gallenfarbstoff Bilirubin im Blut stark erhöht. Die eigentlichen Leberwerte (GOT und GPT) bleiben in der Mehrzahl der Fälle unbeeinflusst. Die GGT ist bei Hepatosen durch Fehlernährung, Alkoholismus und manchen Medikamenten mäßig bis deutlich erhöht.

## Krankheitsursachen
Die Hepatose beruht meistens auf Medikamentenunverträglichkeiten.
Auslösende Medikamente sind:
- Psychopharmaka: Phenothiazine (Chlorpromazin 0,5 bis 4 %), andere Neuroleptika (seltener), tri-/tetrazyklische Antidepressiva, Tranquilizer vom Benzodiazepintyp (ganz selten)
- Antibiotika wie Erythromycin(estolat) und die Kombination aus Amoxicillin/Clavulansäure
- Sulfonamide, Antidiabetika und Diuretika
- Arsenverbindungen (heute selten)
- Östrogene bei erblich vorbelasteten Frauen mit einer Mutation des MDR3-Gens
- 17-alpha-substituierte Androgene (Anabolika) wie Methyltestosteron

Auch bei Mangel- beziehungsweise Fehlernährung und Stoffwechselstörungen (zum Beispiel Speicherkrankheiten) kann die cholostatische Hepatose vorkommen. Der langzeitige Konsum von Alkohol kann ebenfalls dazu führen.

## Behandlung und Prognose
Die Behandlung besteht im Absetzen des verursachenden Arzneimittels und eventuell in der kurzfristigen Gabe von Kortisonabkömmlingen wie Prednison. Sofern Fehlernährung oder/und Alkoholismus verantwortlich sind, sind diese Faktoren durch optimale Ernährung bzw. strikte Alkoholabstinenz zu beseitigen.
Die Hepatose hat in der Regel eine gute Prognose, das heißt, sie heilt innerhalb weniger Wochen ohne bleibende Schäden aus, kann aber in Ausnahmefällen auch zum Tod, beispielsweise über die Entwicklung einer primär-biliären Zirrhose, führen.
Häufig handelt es sich wie bei Sulfonamiden und Makrolidantibiotika um eine Überempfindlichkeit gegen eine ganze Arzneimittelgruppe. Ebenso wie das verursachende Arzneimittel selber sollte zukünftig die Einnahme von Arzneistoffen aus derselben Gruppe vermieden werden, da bei erneuter Exposition (Reexposition) erheblich stärkere Leberschädigungen ausgelöst werden könnten.

## Abgrenzung zu anderen Lebererkrankungen
Die Hepatose ist im Gegensatz zur Hepatitis ein hauptsächlich degeneratives, nicht ein entzündliches Leberleiden. Eine erheblich schlechtere Prognose haben andere medikamentinduzierte Leberschäden wie Zytolyse (Lebernekrose) und fulminantes Leberversagen (zum Beispiel durch die Überdosierung von Paracetamol).